# Großhansdorf (stacja metra)
Schmalenbeck – stacja metra hamburskiego na linii U1. Znajduje się w gminie Großhansdorf. Stacja została otwarta 5 listopada 1921. 

## Położenie
Stacja Großhansdorf posiada peron wyspowy o długości 120 metrów położony na nasypie. Znajduje się równolegle do "Schaapkamp" i kończy się na rogu Schaapkamp/Eilbergweg
Znajduje się tu parkin P+R na 62 miejsc.